# Coleophora chrysopsella
Coleophora chrysopsella is een vlinder uit de familie van de kokermotten (Coleophoridae). De wetenschappelijke naam van de soort is voor het eerst geldig gepubliceerd door Wright.